# Ivoirerie tardo-antique
 (novembre 2014).
L'Antiquité tardive (IVe-VIe siècle) est une période charnière dans tous les domaines et la production d'objets en ivoire en est un témoin principal. Apparaissent alors de profonds changements politiques, religieux et économiques qui influenceront définitivement l'art de l'ivoire.
L'effondrement de l'empire romain entraîne une rétraction des pouvoirs économiques, politiques et religieux dans les grands centres urbains. Dans ces grands pôles, l'essor est fulgurant comme à Antioche, Alexandrie ou Trèves. Dorénavant les cours impériales se réunissent dans les cités les plus riches avec toutes une aristocratie friande de luxe, cités fournies en produits "exotiques" tels que l'ivoire que l'on fait venir d'Afrique ou d'Inde.
Dans ce cadre, on assiste à une véritable thésaurisation de l'ivoire qui devient le signe de cet enrichissement, la production d'ivoirerie connaît un essor sans précédent. C'est à cette période que l'ivoirerie tend à prendre un caractère somptuaire décisif.

## Du matériau brut à l'objet fini

### Le matériau

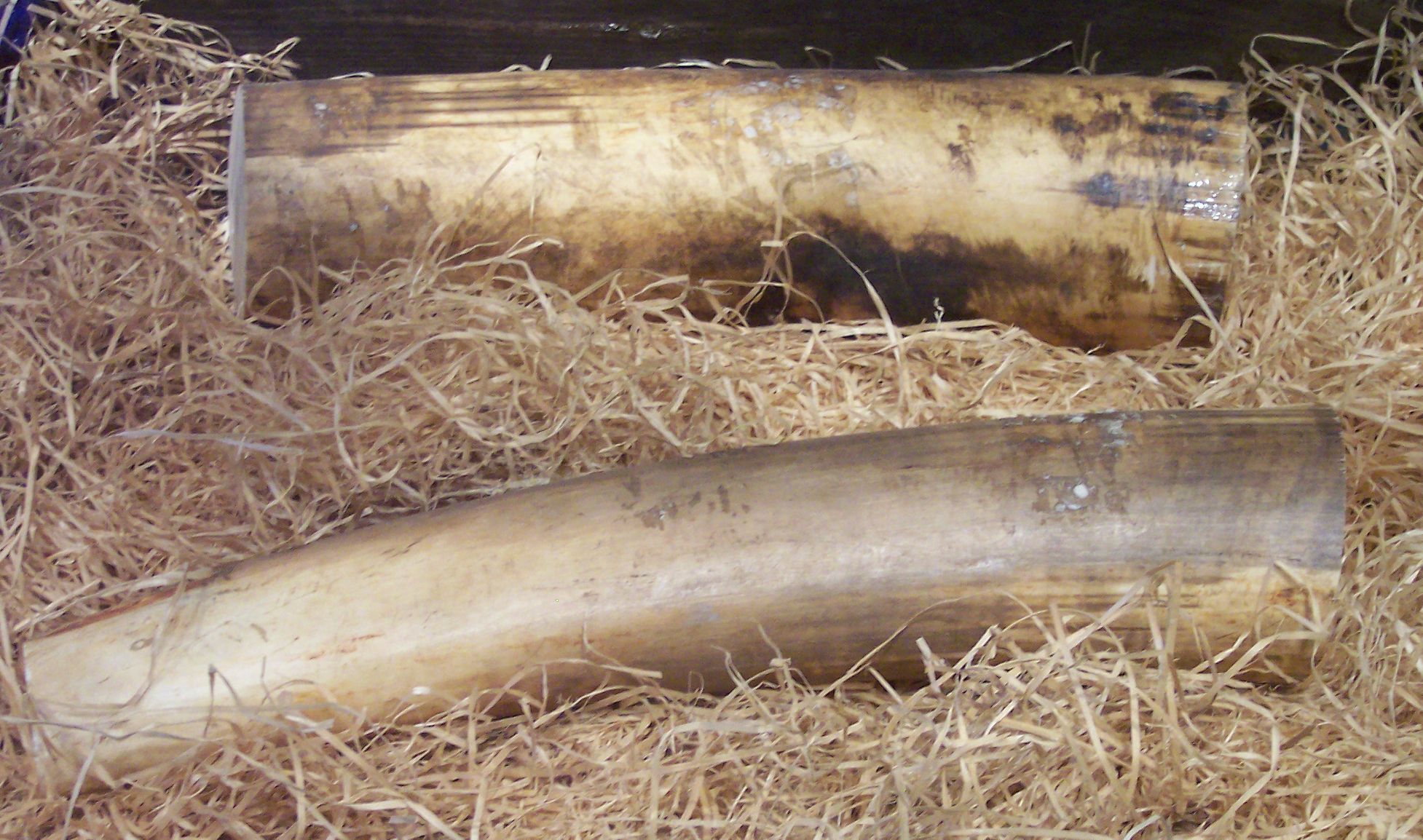
Ivoire "frais".

L'ivoire, du latin ebur, fut de bonne heure conçu, apprécié, employé dans les arts grecs, romains ou asiatiques. Ce fut une des matières les plus recherchées et sa vogue ne parut jamais subir de diminution. L'ivoire ou "dentine" est une matière minéralisée très dure, une variété de tissu osseux qui constitue la structure des dents. La croissance de l'ivoire en lamelles superposées est différente selon les espèces comme dans le bois. Il existe en fait toute une gamme d'ivoire venant de différents animaux. 
Dans l'Antiquité, c'est l'ivoire d'éléphant qui est le plus utilisé.
Les défenses sont ces incisives supérieures centrales à croissance continue. Elles sont légèrement arquées et de diamètre décroissant et peuvent atteindre des diamètres importants (jusqu'à 30 cm).
La masse de la défense est constituée de couches successives en cônes emboîtés. Cet "édifice" d'ivoire est chemisé de cément sur une épaisseur pouvant atteindre 1 cm, c'est la « croûte » des ivoiriers.
Les défenses présentent une importante cavité où se loge chez l'animal vivant le pulpe dentaire. 
La présence de cette cavité bride la liberté de l'artiste qui devra négocier non pas avec une matière amorphe (comme l'argile) mais avec un matériau ayant une personnalité propre et qui lui présente un véritable défi lorsqu'il s'agit d'inscrire une œuvre dans les limites imposées par les trois dimensions. Le talent de l'artiste se manifeste alors s'il surmonte victorieusement ces contraintes et qu'il en tire parti.
Pour ces raisons, la partie de la défense la plus prisée est la pointe car c'est là que la cavité pulpaire est la moins développée. Quand l'ivoire vint à manquer à la fin de l'antiquité tardive, on utilisa quand même la partie se trouvant sous la chair, demandant le double de travail pour deux fois moins de matériaux.

### Le travail de l'ivoire
De l'Antiquité à nos jours, la mise en œuvre de l'ivoire n'a guère varié que par le perfectionnement des outils.
- Le débitage

Tout d'abord il fallait retirer le cément puis vient la phase de débitage. Sur la défense fraîche, les cônes d'ivoire emboîtés sont solidaires, ils forment une masse homogène. Au cours du vieillissement de la défense, ces couches constitutives se séparent. Donc quand l'ivoire a vieilli, l'opération de débitage ressemble au démontage d'un chou.
Le débitage se faisait à l'aide d'une scie et d'un rabot. Les textes nous informent que les anciens auraient connu un moyen de ramollir l'ivoire en le rendant malléable par un procédé aujourd'hui perdu. Pausanias parle de l'action du feu, Plutarque de celle d'une décoction d'orge, Dioscoride de la racine de mandragore avec laquelle il fallait faire bouillir l'ivoire pendant 6 heures.
On découpait dans la défense de petites lames (tablettes à écrire) ou des plaques de diverses grandeurs selon leur destination. Ces planches sont toujours prises dans le sens de la longueur. De la même manière, l'épaisseur de ces plaques variait selon qu'elles étaient unies, gravées ou sculptées en ronde-bosse.
Dans ce cas, la défense sera débitée dans sa masse par enlèvement de matière, soit au-dessus de la cavité pulpaire, soit en l'intégrant au volume de l'objet. Cette zone de la défense servait aussi à réaliser des objets creux comme les boîtes. Pour celles-ci, on sciait transversalement un tronçon, puis on ajoutait un fond et un couvercle pris, eux, dans une planche débitée longitudinalement.
- Technique de montage et de décor

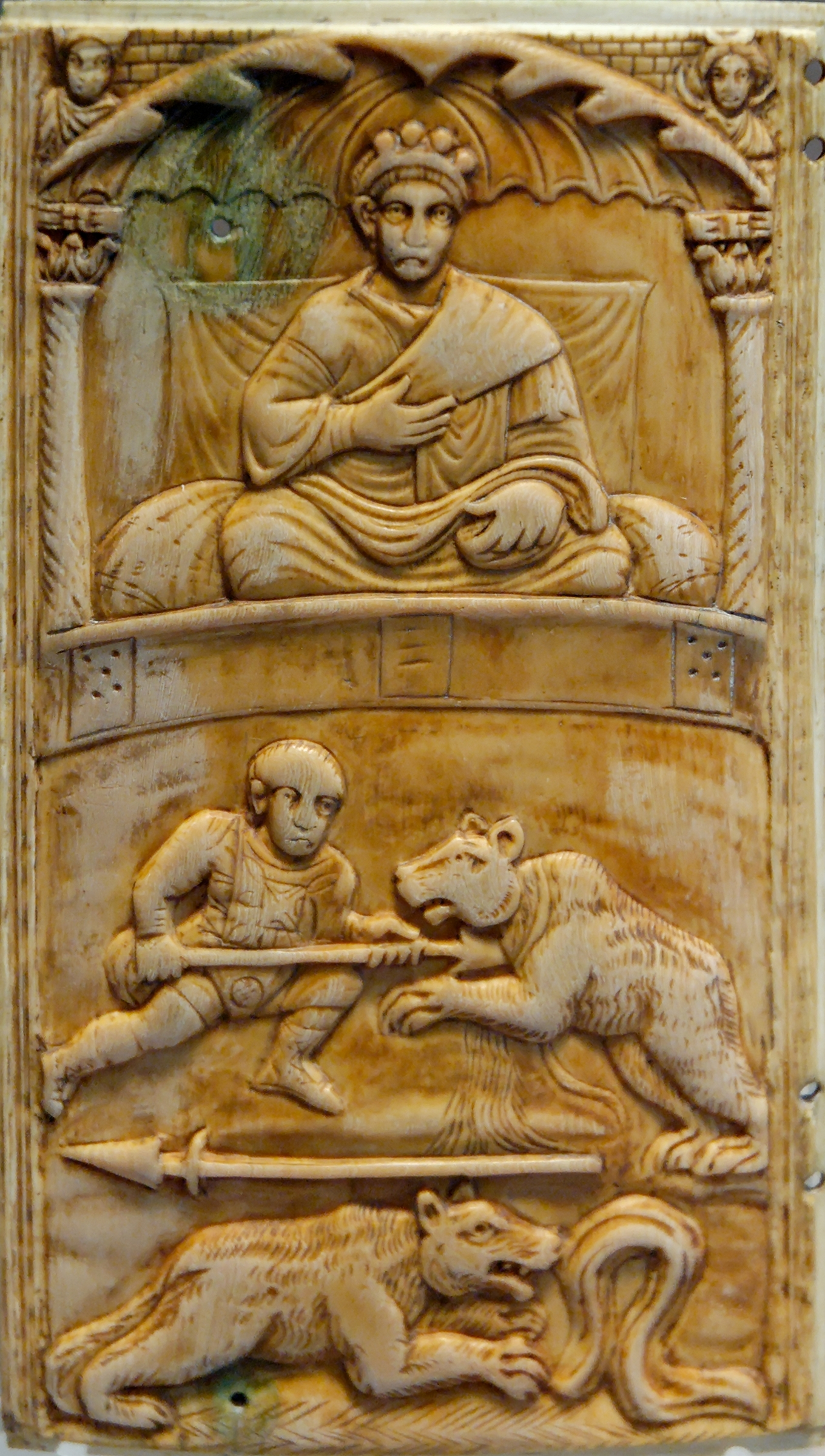
Feuillet de diptyque en ivoire teinté. Italie, 400.

L'ivoirier façonnait ensuite l'objet en donnant une « préforme » grossière à la planche choisie selon son épaisseur et sa taille.
Lorsque les plaques étaient apprêtées, elles paissaient aux mains des sculpteurs. Ils utilisaient des gouges et des ciseaux pour le décor. On note aussi un usage assez fréquent du trépan ou du trépan à archer pour creuser des trous isolés (pupilles, boucles de cheveux), ou selon les poinçons, faire des ocelles.
Les surfaces une fois taillées, sculptées ou gravées, il fallait les polir. Selon les textes, ceci était fait à l'aide de peau de squatine ou « ange des mers », autrement dit une peau de requin.
L'artisan peut être conduit à assembler entre eux des éléments pour obtenir de grandes pièces. L'assemblage peut se faire par collage et surtout par un système de tenons et mortaises. La plupart des objets d'ivoire ou d'os portent un décor simplement gravé à la pointe ou sculpté en bas-relief par enlèvement de matière. Les plaques sont souvent découpées avec des ajours mis en valeur par des fonds de couleurs contrastées. Ces effets de couleurs sont obtenus par différents moyens. La teinture, rarement conservée pour les objets antiqueS, était sûrement pratiquée.
Il y avait aussi diverses techniques d'incrustation : pierres de couleurs collées, feuilles d'or incrustées ou appliquées, incrustation de mastic ou de cire de couleur. De petites perles de verre de couleurs sombres pouvaient être incrustées dans les pupilles. Les effets de couleurs pouvaient aussi être obtenus par peinture, dorure ou mixtion.
- Le travail de l'os

On ne peut parler d'ivoire sans parler d'os. Ces matériaux couvrent en effet des domaines semblables. L'os prendra une grande part dans l'histoire de l'art de l'ivoire de l'Antiquité tardive. Il est le matériau idoine pour remplacer l'ivoire de par les ressemblances physiologiques entre ces matériaux.
L'artisanat de l'os est la tabletterie (nom moderne). Le travail du tabletier est assez semblable à celui de l'ivoirier, cependant on ne connaît pas le mot latin qui désigne ce métier. En Italie par contre, nous savons que les ivoiriers sont les eborarii. Il est probable que cela soit dû au statut beaucoup moins luxueux de l'os. Il est d'usage quotidien et sert à réaliser toutes sortes de "petit matériel" comme des charnières de coffrets, des aiguilles, des spatules, etc.

### Les objets

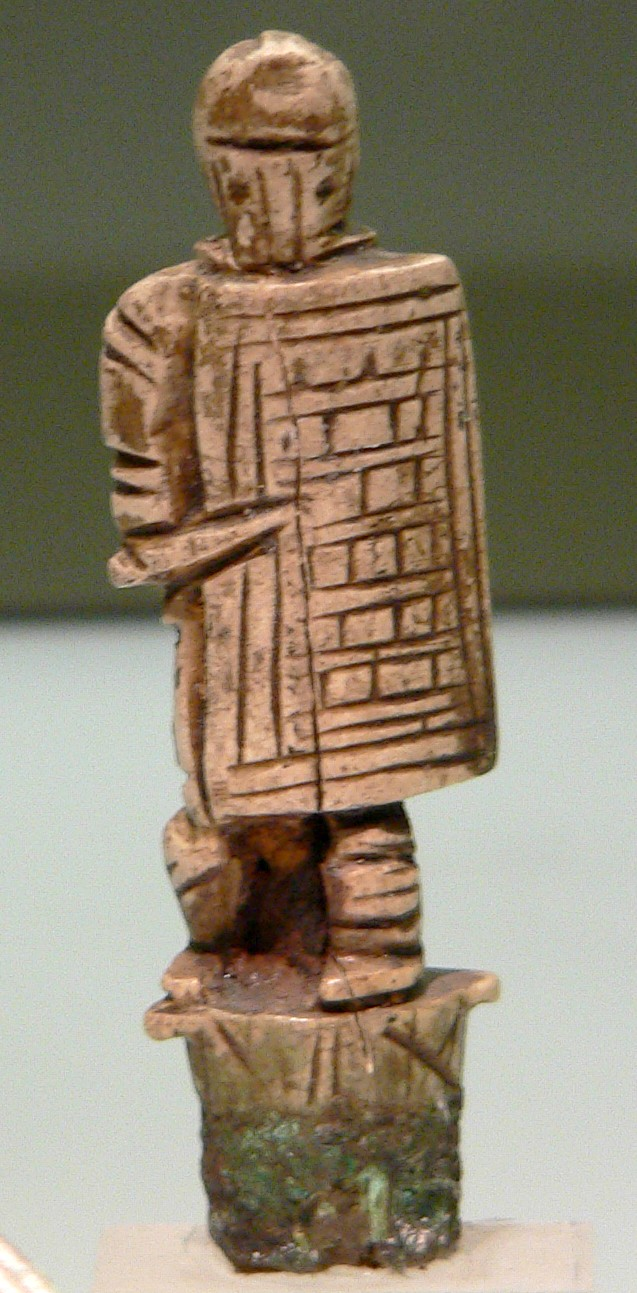
Manche de couteau en ivoire représentant un gladiateur, IIIe.

Contrairement à ce que l'on pourrait croire, la production d'objets en ivoire couvre des domaines très variés. Voici une présentation typologique de objets, sans détails particuliers sur leur usage.
- Le domaine personnel rassemble les objets liés à l'individu et à son apparence, tels que la parure, le vêtement et la toilette.

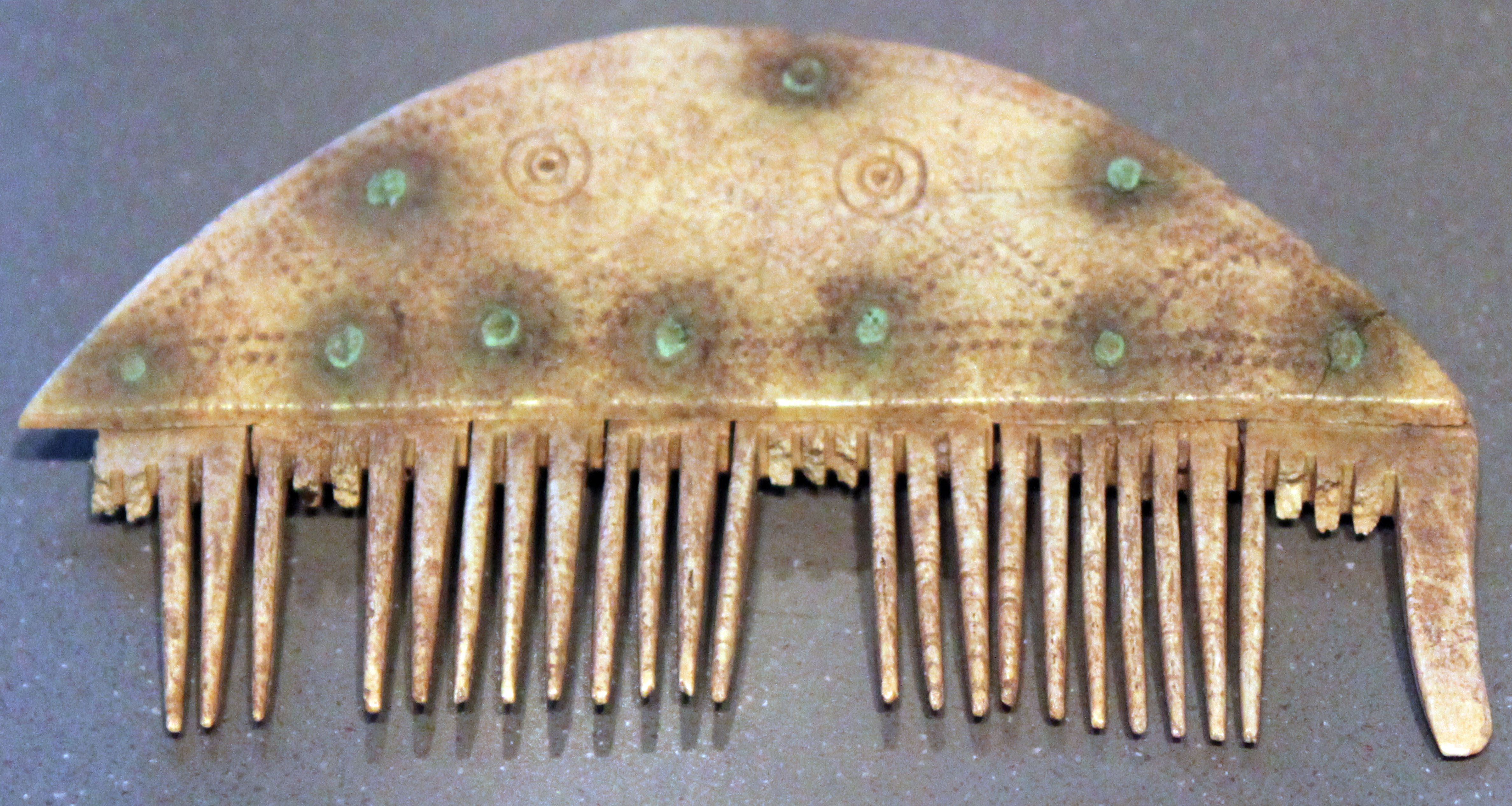
Peigne germanique à décor d'ocelles, IVe siècle.

Les bijoux en ivoire sont assez rares cependant on peut trouver des anneaux, unis ou ornés de guillochis. On trouve aussi des bracelets, surtout à jonc plein, également orné sur leur face extérieure de gravures ornementales. Enfin, certaines perles d'ivoire étaient utilisées pour garnir les pendants d'oreille ou les colliers.

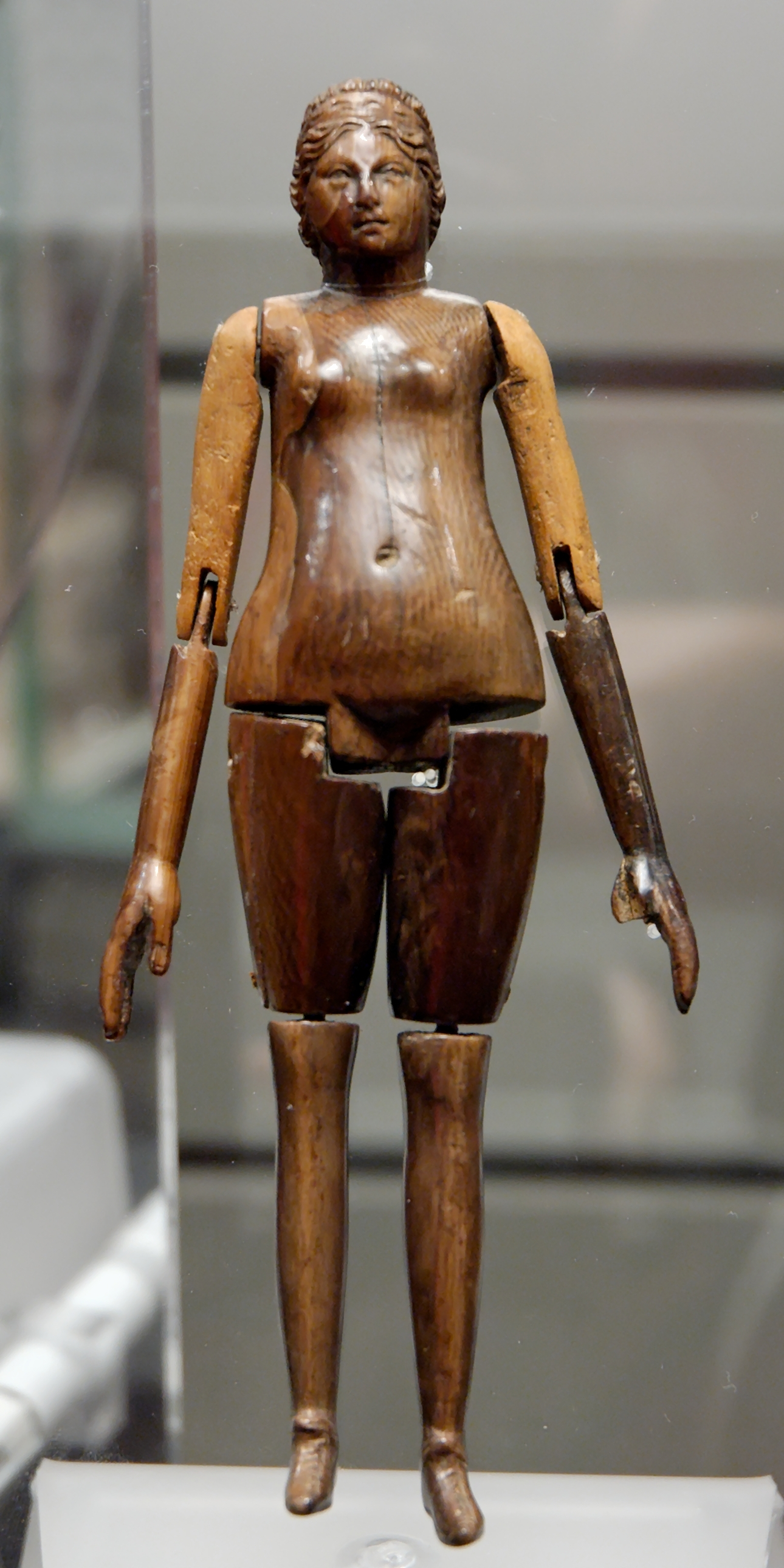
Poupée articulée en ivoire coloré, Rome, IIe siècle.

Les accessoires du vêtement sont très rarement réalisés en ivoire car ce sont des objets très usuels. L'ivoire étant un matériau précieux, on lui préférait pour l'usage courant le bronze, le fer ou l'os. Les archéologues ont quand même retrouvé des plaques-boucles en ivoire. L'exemple le plus fameux est la plaque-boucle de Saint-Césaire, représentant des soldats endormis devant le tombeau du Christ. Seul l'ardillon, qui manque ici, devait être fait de métal. On sait que certaines épingles qui servaient à tenir le vêtement étaient faites d'ivoire.

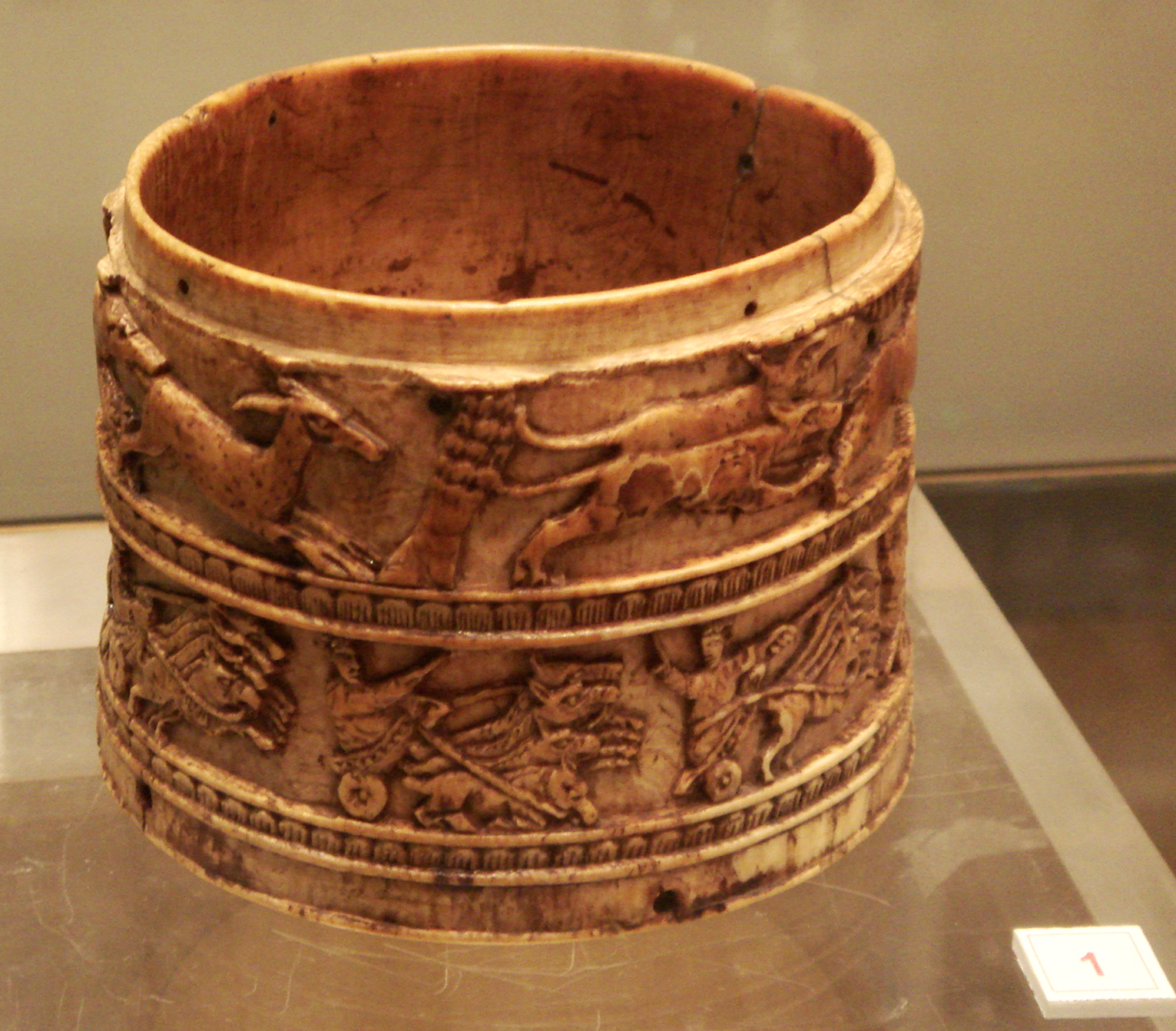
Pixyde, Milan, IVe siècle.

Les femmes et les hommes de l'Antiquité utilisaient volontiers pour leur toilette le peigne en ivoire pour assujettir leur chevelure. Les femmes dans leur savants échafaudages capillaires utilisaient aussi des épingles soit pour décorer les cheveux soit pour les séparer. Ces objets pouvaient être ornés de scènes pour la partie centrale des peignes ou de bustes en ronde-bosse pour la tête des épingles. 
Pour les aider dans leur préparation, elles utilisaient des miroirs à manche d'os ou d'ivoire sculpté. Enfin sur la table de toilette des dames, on pouvait trouver de petites boîtes à onguents ou à bijoux appelés pyxides, fréquemment faites en ivoire ou en os. Les femmes pouvaient parachever leur toilette en sortant armées d'un éventail dont le manche pouvait être fait d'ivoire.
- Le domaine domestique regroupe les objets relatifs au cadre de vie, avec les thèmes de l'ameublement et autres divers accessoires.

Dans l'Antiquité, on ornait les meubles, coffres et coffrets d'éléments décoratifs ou appliques. Ces meubles fabriqués en bois étaient parfois entièrement recouvert de plaquettes sculptées ou simplement gravées que l'on rivetait. L'ivoire était beaucoup utilisé dans ce domaine pour les objets précieux comme la Chaire de l'évêque Maximien à Ravenne mais aussi pour l'ameublement domestique. L'ivoire pouvait aussi être employé comme composant d'une marqueterie. 
Enfin on trouve par exemple de nombreux manches de couteaux en ivoire sculpté en ronde bosse.
- Le domaine social regroupe les objets liés aux loisirs et activités culturelles. Pour les loisirs, on trouvait de petits pions de jeux de stratégie en ivoire[10]. Les enfants, du moins ceux des familles les plus aisées, pouvaient bénéficier de poupées articulées en ivoire.

Pour l'écriture enfin, on utilisait des tablettes reliées comme un livre avec deux voire quatre feuillets. Ces tablettes servaient à la communication courante. Sur la face recouverte de cire, on gravait les messages à l'aide d'un stylet, parfois en ivoire, pointu à une extrémité et plat à l'autre pour effacer.

## L'ivoire, évolution et ruptureIVe-VIesiècles

### Le statut de l'ivoire auIVesiècle

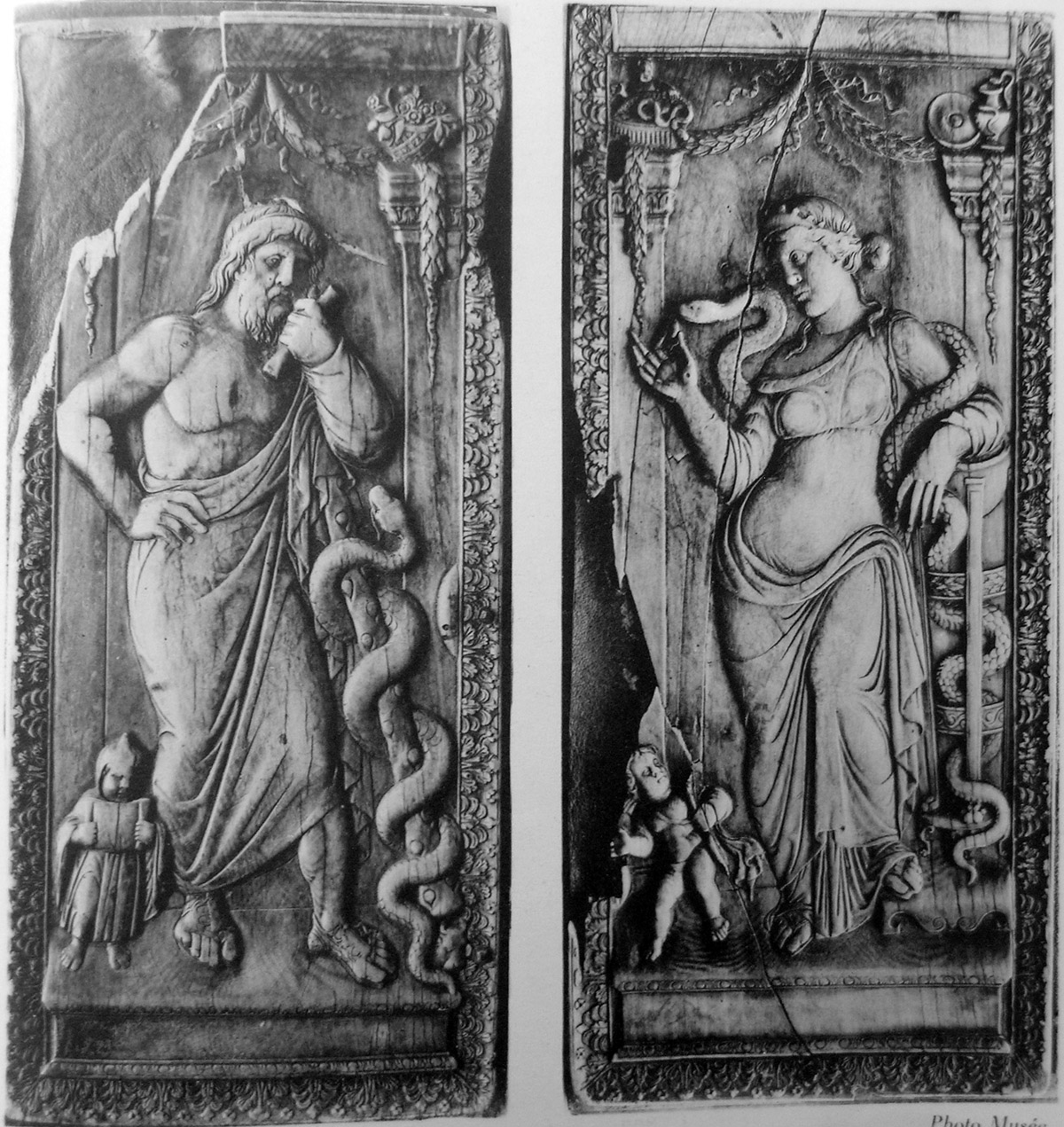
Feuillet du diptyque d'Asclépios et d'Hygenia. Vers 400.

L'ivoire couvre des domaines assez variés tout en étant un matériau de luxe. L'Antiquité tardive, période charnière dans tous les domaines, apporte de profonds changements politiques, religieux et économiques qui influenceront définitivement l'art de l'ivoire. L'"effondrement" de l'empire romain entraîne une rétraction de l'économie vers les grands centres urbains où se concentre le pouvoir et donc, la richesse. Dans ce cadre, on assiste à une véritable thésaurisation de l'ivoire qui devient le signe extérieur de cette richesse et prend un caractère somptuaire, de luxe.
En milieu italien se crée un nouveau type "d'objets d'art", les diptyques consulaires d'ivoire. L'emploi de ceux-ci étaient avant très ordinaire, on recourait à des plaquettes en bois, en os ou en métal à caractère aussi bien officiel que privé. Dorénavant ce sont des diptyques d'ivoire que les consuls romains prennent l'habitude d'émettre à leur entrée en charge. Ils ont même l'apanage d'une telle pratique depuis une loi de 384. Ces objets servent donc à la manifestation du pouvoir.

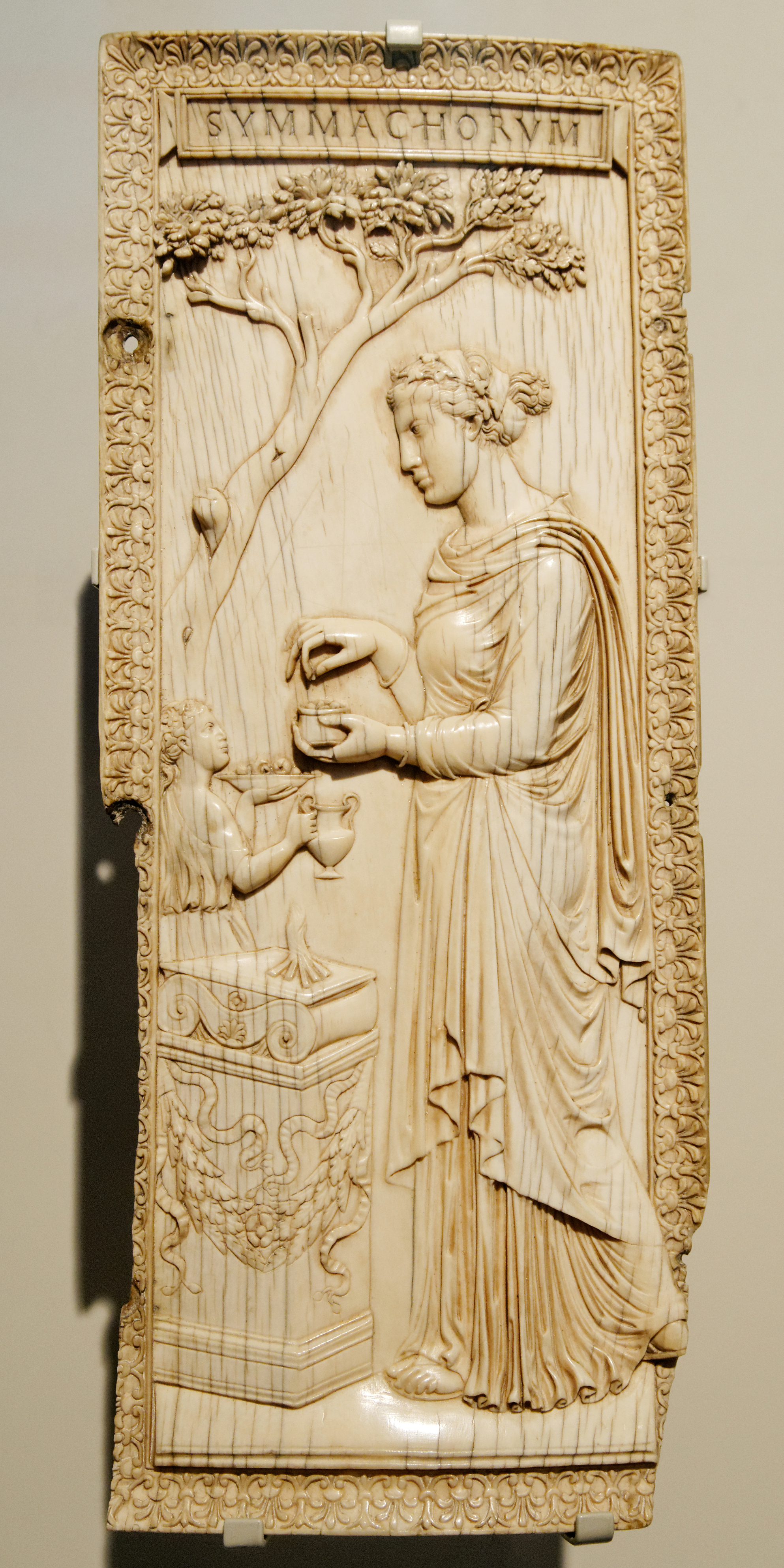
Feuillet du diptyque des Nicomaques et Symmaques. Feuillet des Symnaques. Vers 400.

Les premières productions italiennes datent donc de l’extrême fin du IVe siècle. On y voit le consul fraîchement nommé assister aux jeux qu'il donne lors de son avènement. La formule fera école. L'iconographie réunit tous les signes de la haute magistrature romaine, et des jeux, de combat, de chasse, si prisés des Romains. L'art de cette époque est tout empreint de classicisme. Les artistes de l'empire d'occident ont les modèles sous les yeux. L'ivoire se trouve ainsi réservé aux plus hautes personnalités et acquiert une valeur inégalée et ceci également dans le domaine privé. Les Romains produisent des diptyques à sujets mythologiques comme les deux feuillets du diptyque d'Asclépios et d'Hygenia, daté des environs de 400, ou encore le diptyque des Symnaques et des Nicomaques, offert lors d'un mariage entre ces deux grandes familles (Rome, fin IVe siècle). On y voit tout l'héritage classique romain.
Parallèlement, on assiste à l'avènement du grand empire byzantin. Au IVe siècle, Constantin le grand fonde Constantinople et installe la nouvelle religion chrétienne dans sa capitale. Il fait bâtir le Saint-Sépulcre ou la cathédrale de Trèves. Ce siècle voit s'élaborer la doctrine chrétienne qui se propage à travers les deux grands empires. Elle est faite religion d'État à la mort de Théodose en 395 et l'empereur en est le régisseur suprême. Elle a d’emblée un pouvoir lié à l'empereur. 
L'ivoire a donc été tout naturellement réquisitionné dans ce domaine et autour de 400, émerge un sous-type : les diptyques liturgiques au dos desquels on inscrivait le nom des martyrs priés ou des donateurs. Sur le diptyque représentant Saint-Paul (daté du début du Ve siècle), on observe le même attachement aux principes antiques. Les formules sont les mêmes, on les adapte aux différents besoins.
Nous ne savons presque rien de l'art de Constantinople à cette période. De nombreuses œuvres ont été détruites au cours du temps et notamment lors de la crise iconoclaste du VIIe siècle. Les ivoires byzantins datent tous du VIe siècle. Pour les autres œuvres déplacées ou qui auraient échappé aux destructions, on ne peut qu’émettre des hypothèses. En effet, les œuvres de cette période sont toutes, ou presque, semblables car issues d'une même influence. Il est donc très délicat d'en localiser l'origine. On sait que Constantin avait protégé les artisans en les exemptant du service public et il commençait à se créer des officines impériales, des corporations. Malheureusement, les informations sur les artisans restent très sporadiques. Dans l'ensemble, c'est une impression d'unité de l'art (unité relative) qui domine dans cet univers changeant où Orient et Occident empruntent, pour un temps, la même voie. C'est la naissance de l'art paléochrétien qui est visible, notamment, à travers la production d'ivoirerie.

### LeVesiècle

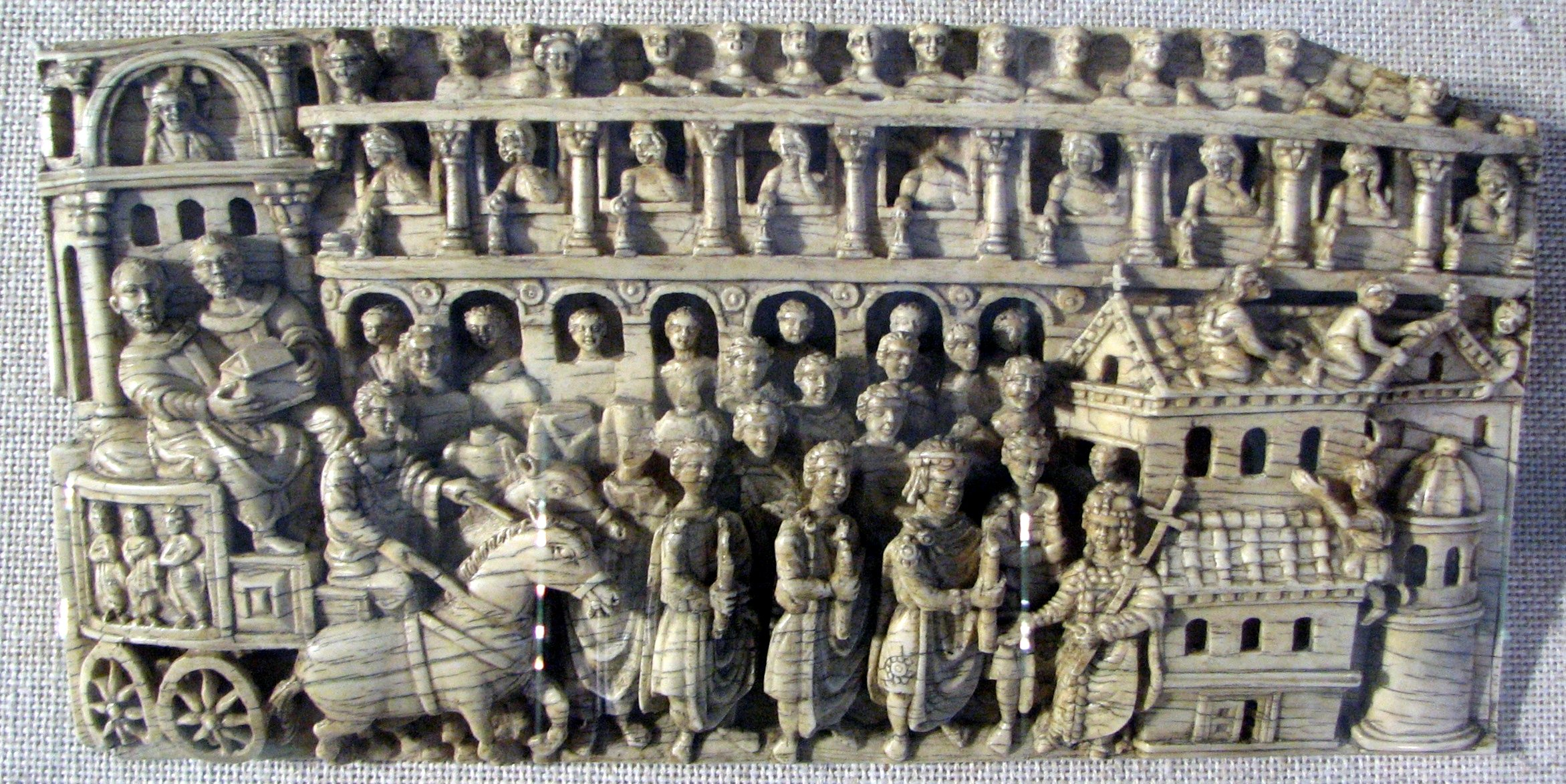
Tablette d'ivoire représentant une procession reliquaire à Constantinople, Ve siècle.

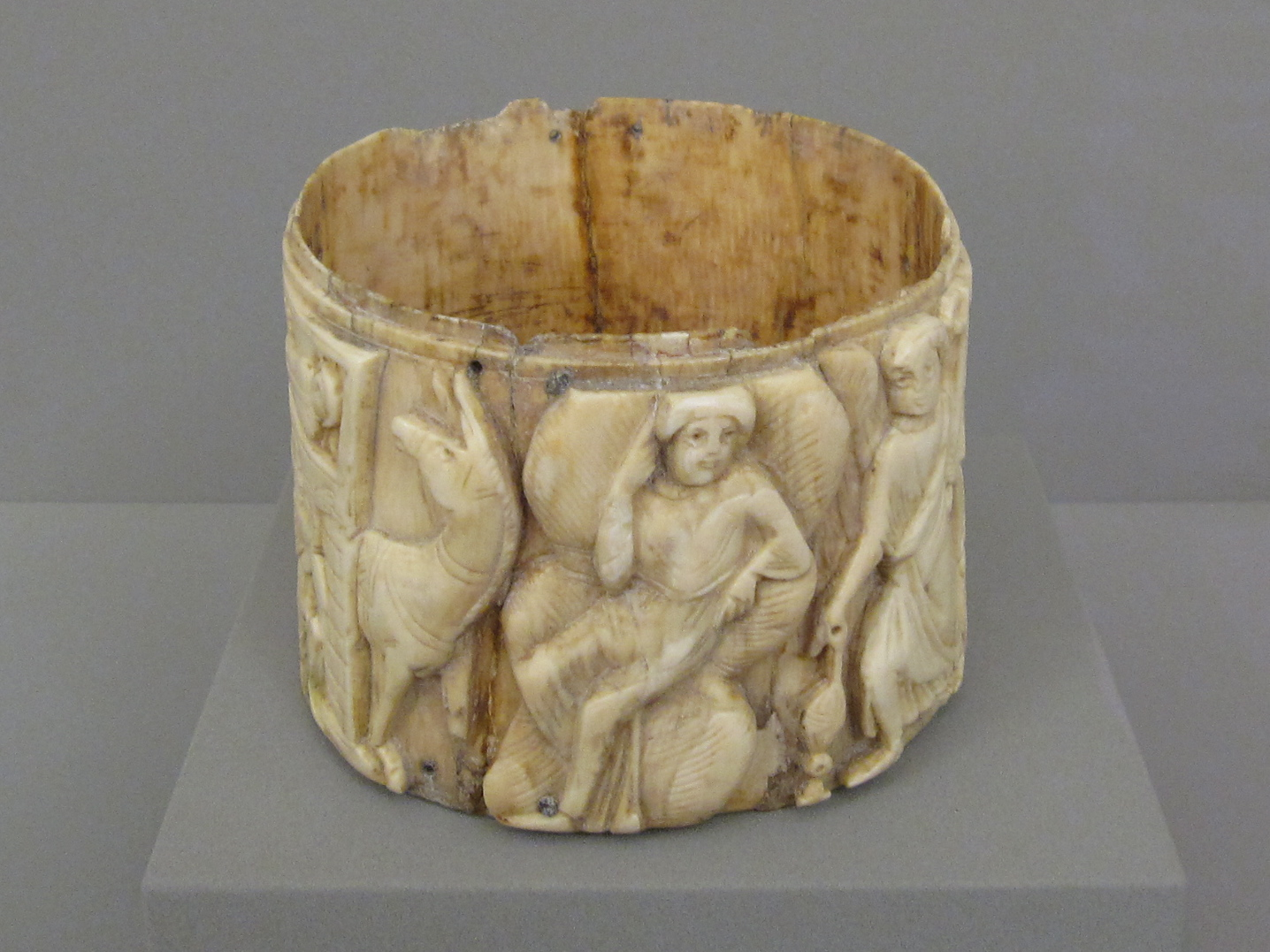
Pixyde circulaire, Scène de la vie de la vierge, Byzance, VIe siècle.

Le triomphe de l'empire byzantin est établi. Il a échappé au démantèlement de l'empire d'Occident. Le centre de gravité a changé de zone, c'est désormais l'Orient qui règne. Le Ve siècle est marqué par l'emprise de la religion chrétienne qui enracine ses doctrines dans les pays conquis par elle. On assiste à une véritable innovation en matière d'iconographie et elle est commune à tout le bassin méditerranéen. Les figures des saints remplacent, sur les diptyques par exemple, celles des consuls ou même, pour la figure christologique, celle des empereurs. L'iconographie chrétienne puise ses formules iconographiques dans les modèles classiques.
Les pyxides d'ivoire sont détournées à des fins religieuses et servent désormais à contenir l'hostie ou d'autres accessoires de la liturgie. Ces boîtes s'ornent de scènes chrétiennes de la vie du Christ par exemple sur les pyxides à scènes néo-testamentaires de l'orient byzantin où l'iconographie est conforme aux modèles des peintures paléochrétiennes des catacombes romaines. Ceci montre que l'empire byzantin est désormais le "dépositaire officiel" de la tradition antique et dispose d'un répertoire iconographique déjà en partie constitué par de nombreuses importations d'objets. Les légendes mythologiques et "païennes" sont peu à peu reléguées au rôle d'ornementation élégante, vidée de sa signification. Les ivoires deviennent alors un véhicule des nouvelles formules stylistiques.

### LeVIesiècle

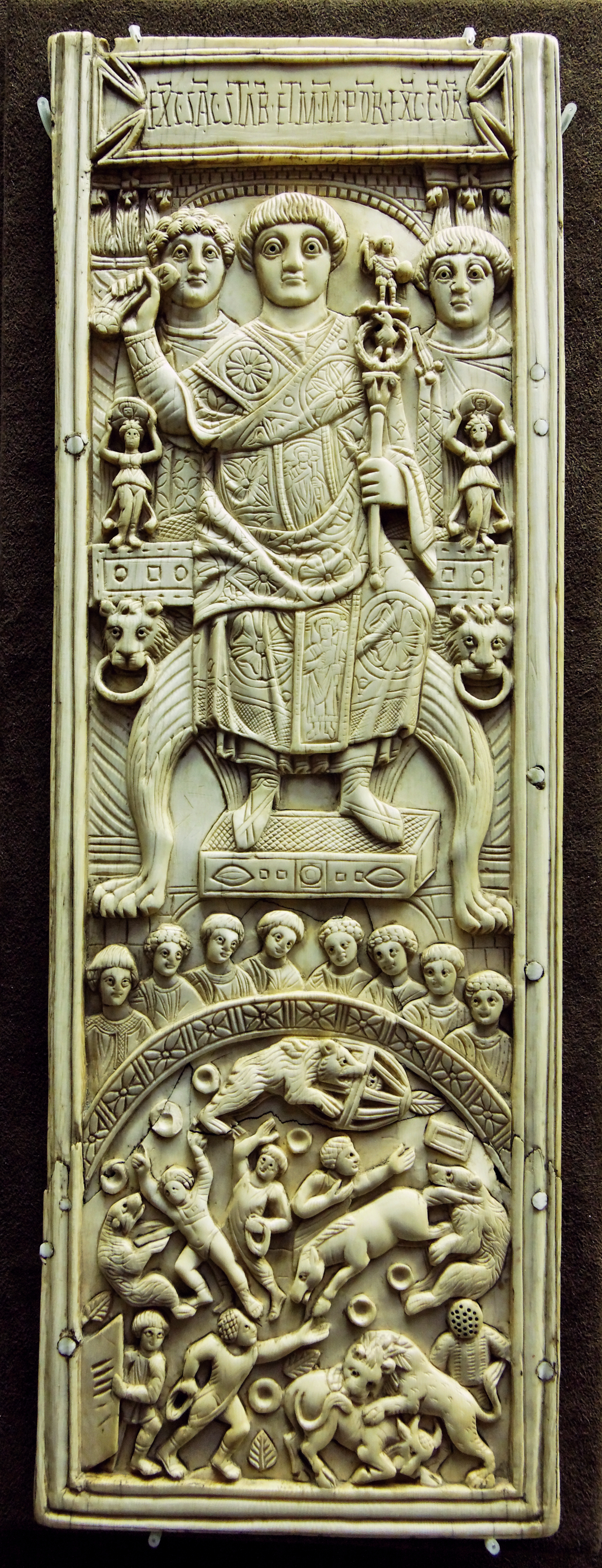
Feuillet central du diptyque d'Areobindus, Constantinople, début VIe siècle (vers 506).

À cette période, l'importance prise par le rôle de la capitale atteint sa pleine signification. Constantinople a joué un rôle considérable dans l'élaboration et la diffusion de l'art. C'est le pôle d'attraction essentiel géopolitiquement, économiquement mais aussi sur le plan religieux puisque la capitale est le siège du patriarcat.

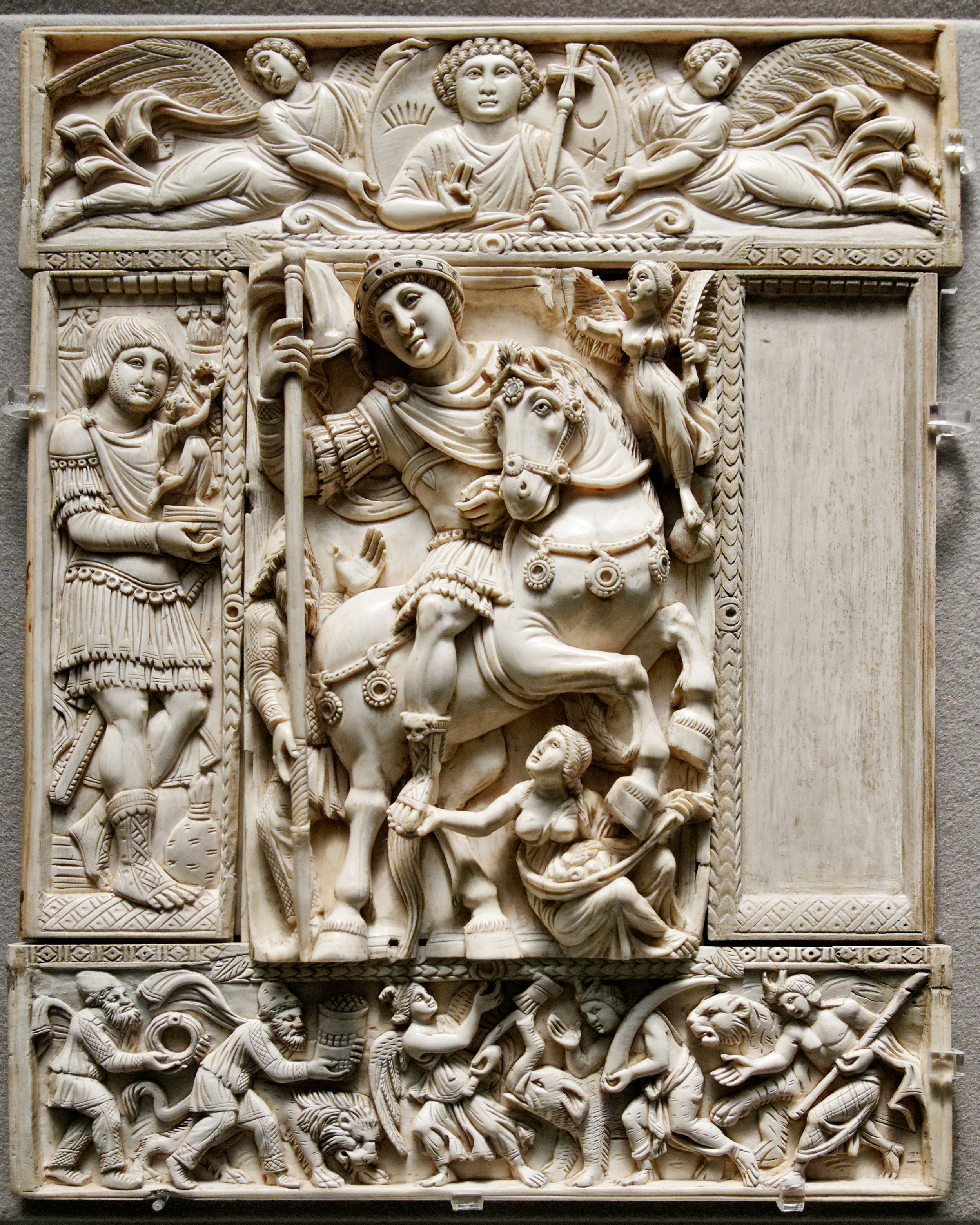
Plaquette du diptyque Barberini, début du VIe siècle.

Byzance impose alors ses propres règles stylistiques. C'est à cette époque que se développent les fameux diptyques byzantins qui reprennent exactement le schéma du diptyque consulaire romain comme le diptyque d'Areobindus. Les tablettes d'ivoire se prêtent particulièrement bien aux déclinaisons typologiques. La formule se généralise et souvent les tablettes sont préparées longtemps à l'avance, on y grave au dernier moment le nom du consul nouvellement nommé. On conçoit même des formules plus simplifiées pour les cadeaux à des amis moins fortunés.
Tout, dans ces représentations, contribue à accentuer le hiératisme du personnage principal. Tout est fait pour réduire les œuvres à l'expression essentielle du pouvoir. Les consuls sont parfois entourés des allégories de Rome et Constantinople ou des empereurs. Byzance détourne l'iconographie classique pour marquer son pouvoir par des signes. L'ivoire en est un. Il se décline très facilement en fonction des besoins en différents types.

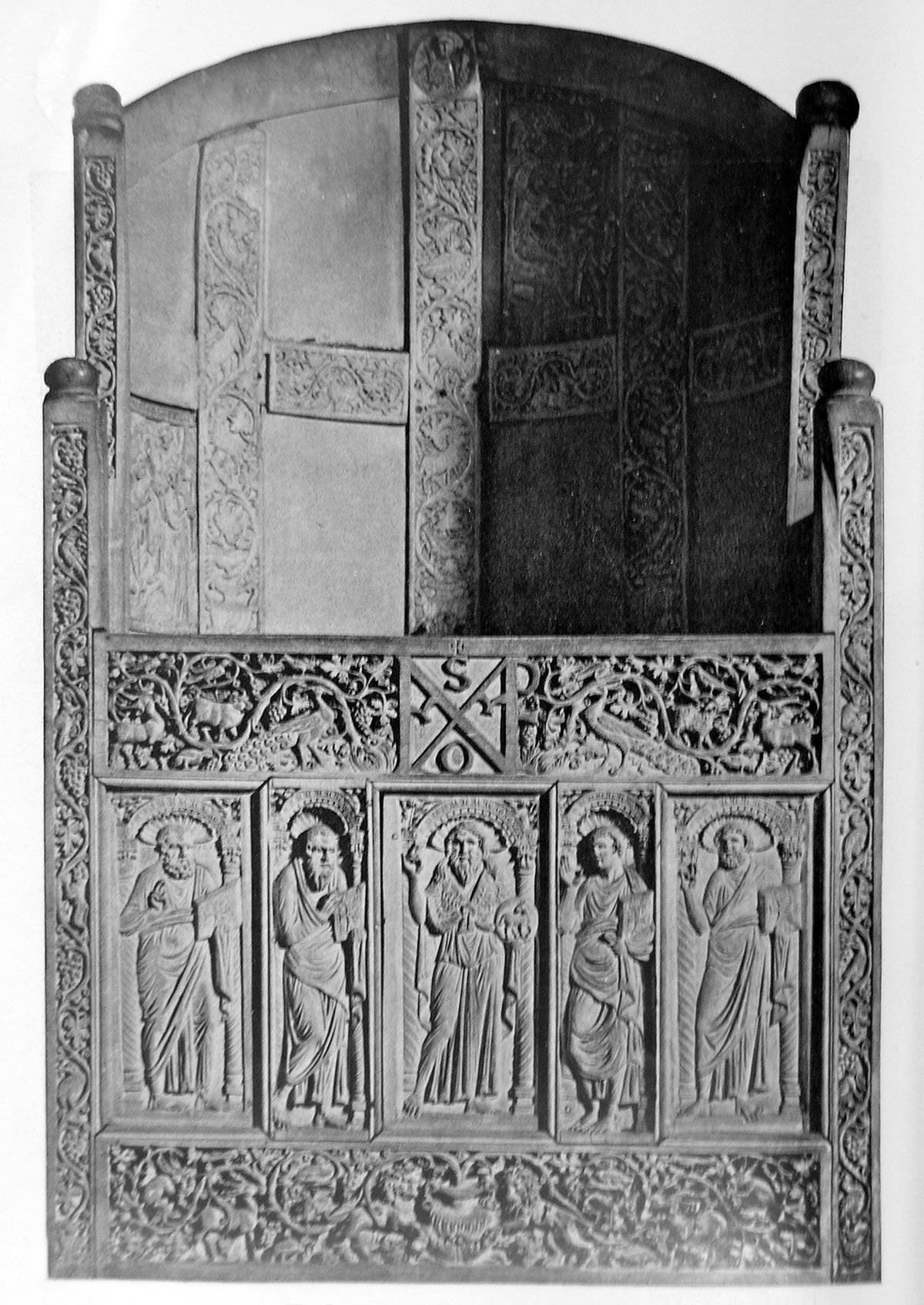
Chaire de l'évêque Maximien, VIe siècle, Ravenne.

Les diptyques impériaux à cinq pans sont une autre production très byzantine. Ce sont des cadeaux très somptueux faits à l'empereur. L'exemple le plus fameux est le diptyque Barberini. En réalité, c'est le seul exemplaire qui nous soit parvenu dans un assez bon état puisqu'il est quasiment complet. Les Byzantins produisent des exemplaires de très grande taille, ce qui accentue encore la marque de richesse puisque l'ivoire, à cette époque, vient à manquer.
Ce diptyque montre l'empereur dans toute sa gloire, dans une formule assez romaine. La différence c'est le cortège d'offrandes des peuples soumis à lui, qui lui apportent les tributs les plus précieux au nombre desquels se compte l'ivoire. Le VIe siècle est le siècle de "l'apogée justinienne". L'empire est très vaste, il a reconquis Rome, une partie de l'Afrique du nord qui continue, entre autres, à assurer son approvisionnement en ivoire. La capitale est prospère et rayonne à travers le monde.
En Occident, Ravenne, qui a perdu un temps son titre de capitale, reste une ville d'importance mais désormais elle importe ses œuvres majeures telle que la Chaire de l'évêque Maximien. Ceci est très probablement dû au manque cruel d'ivoire. La Chaire est un véritable chef-d’œuvre qui suscite bien des polémiques quant à son origine, notamment à cause de la virtuosité avec laquelle les figures sont réalisées. Il s'agit d'un siège en bois entièrement recouvert de plaquettes d'ivoire qui sont bien loin des premières appliques de meubles et qui se rapprochent bien plus des feuillets de diptyque.
Cette virtuosité avec laquelle les figures sont réalisées est considérée comme la caractéristique des ivoires byzantins et constitue comme un repère pour la localisation des centres de production des œuvres. Il semble de ce soit dans les ateliers constantinopolitains que la Chaire a été fabriquée. On y voit l'influence de l'iconographie impériale ou allégorique dans la mise en scène des personnages saints. Les deux entités sont très liées. L'ivoire est plus que jamais le vecteur de cette nouvelle puissance à deux têtes.
Du IVe au VIe siècle, l'ivoire est détourné de son rôle et de sa signification à des fins politiques et religieuses. L'ivoire n'est plus "qu'un" matériau de luxe mais signifie par sa seule présence, le pouvoir et la richesse. Tout part des diptyques consulaires romains, type qui se décline peu à peu iconographiquement. Par ce biais, le nouvel art paléochrétien se diffuse. Les diptyques gardent leur rôle "communicatif" (courrier) même s'il ne servent pas dans la vie courante, ils atteignent les quatre coins de l'empire quand un consul est nommé. Ils contribueront sans doute à la diffusion de la nouvelle iconographie chrétienne à travers le bassin méditerranéen par les importations et les exportations de ces produits de luxe.

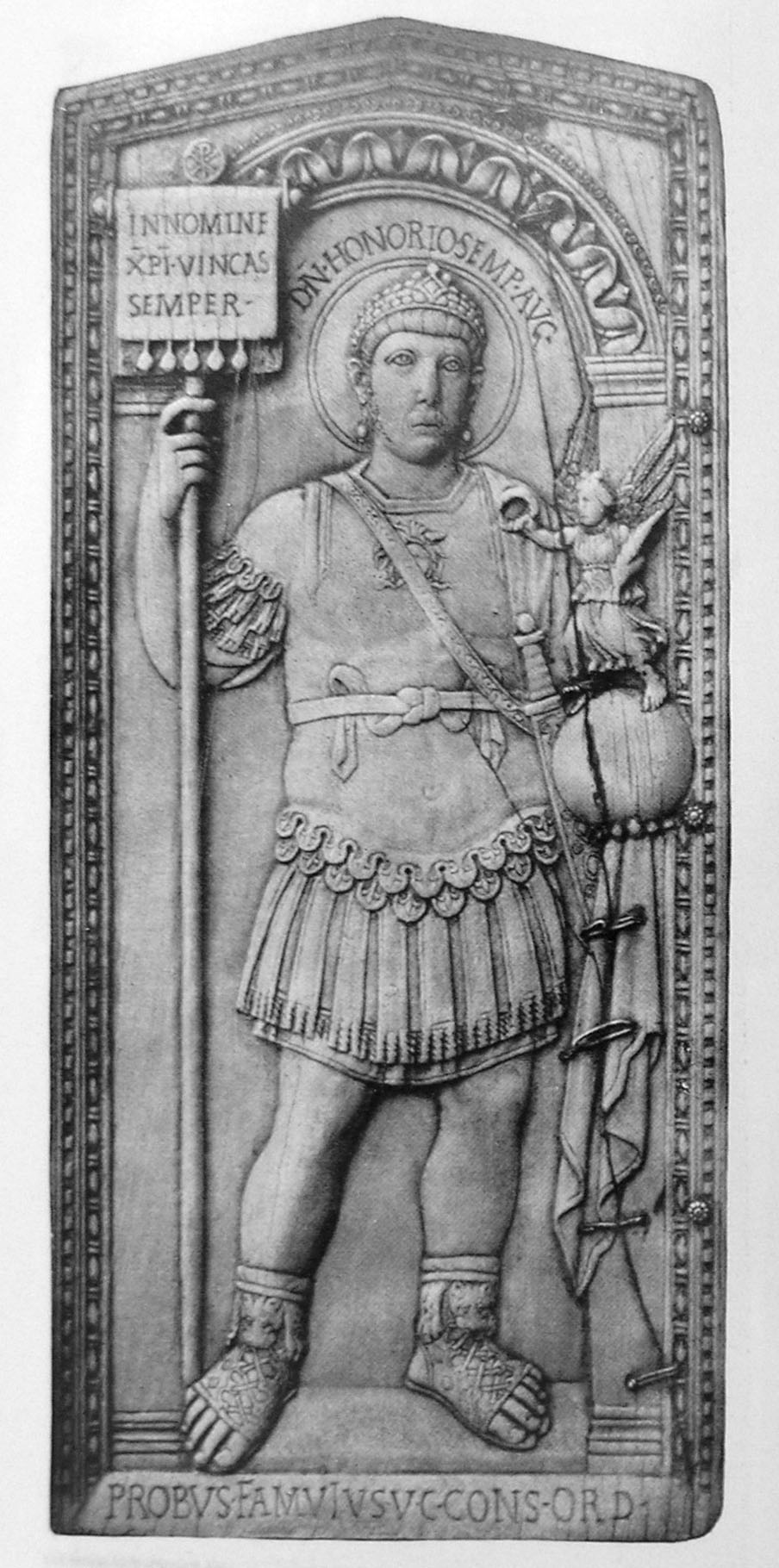
Diptyque consulaire de Probus. Ve siècle
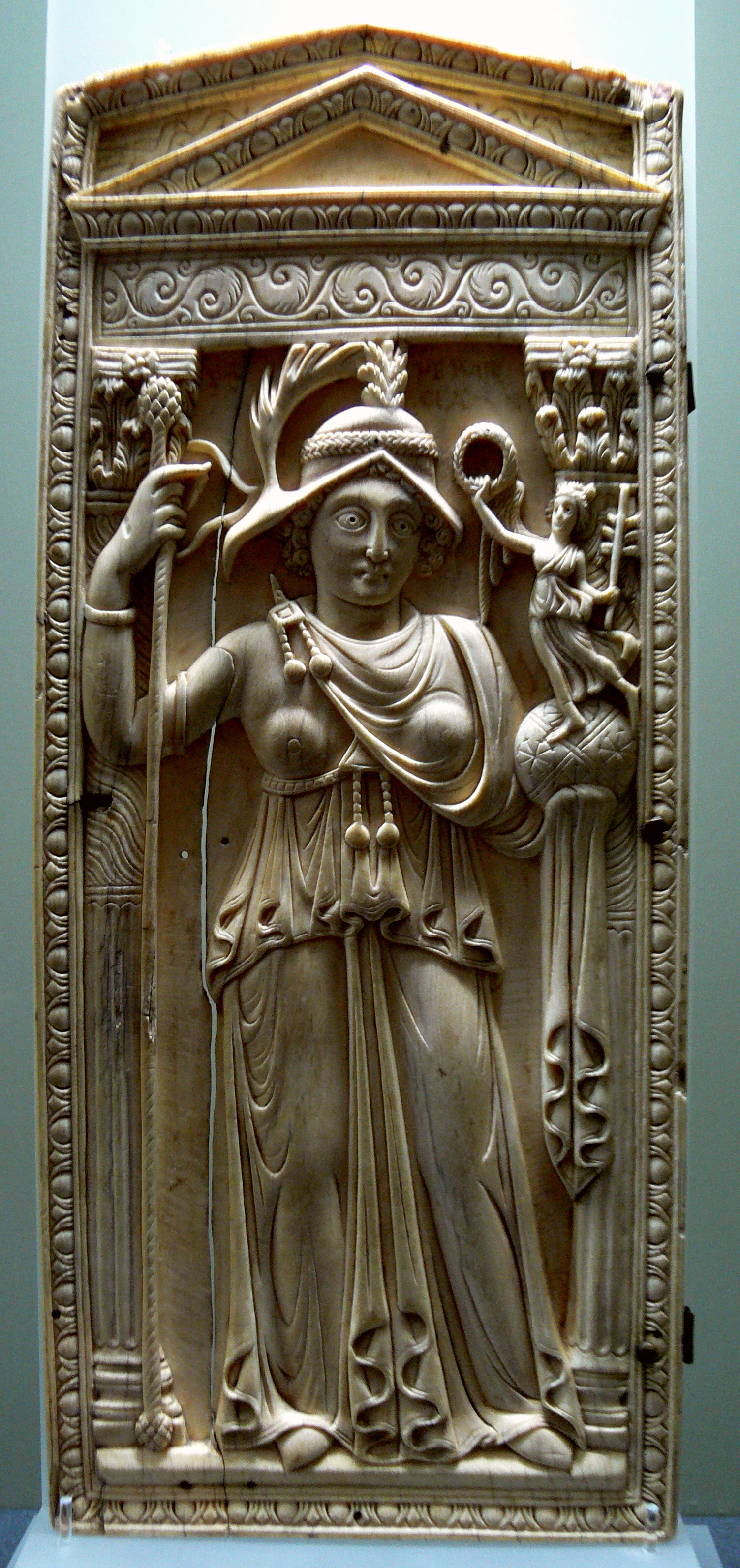
Allégorie de la ville de Rome. VIe siècle
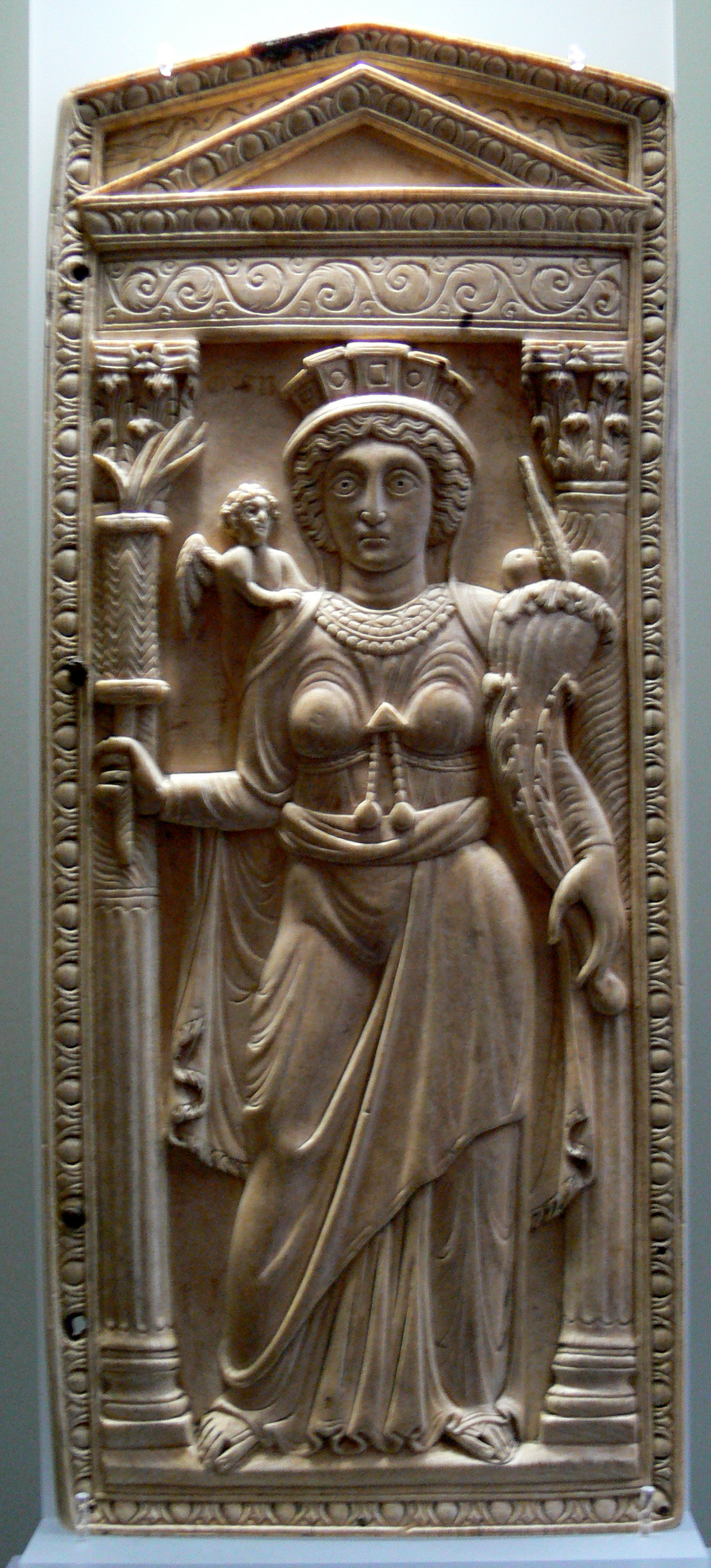
Allégorie de la ville de Constantinople. VIe siècle
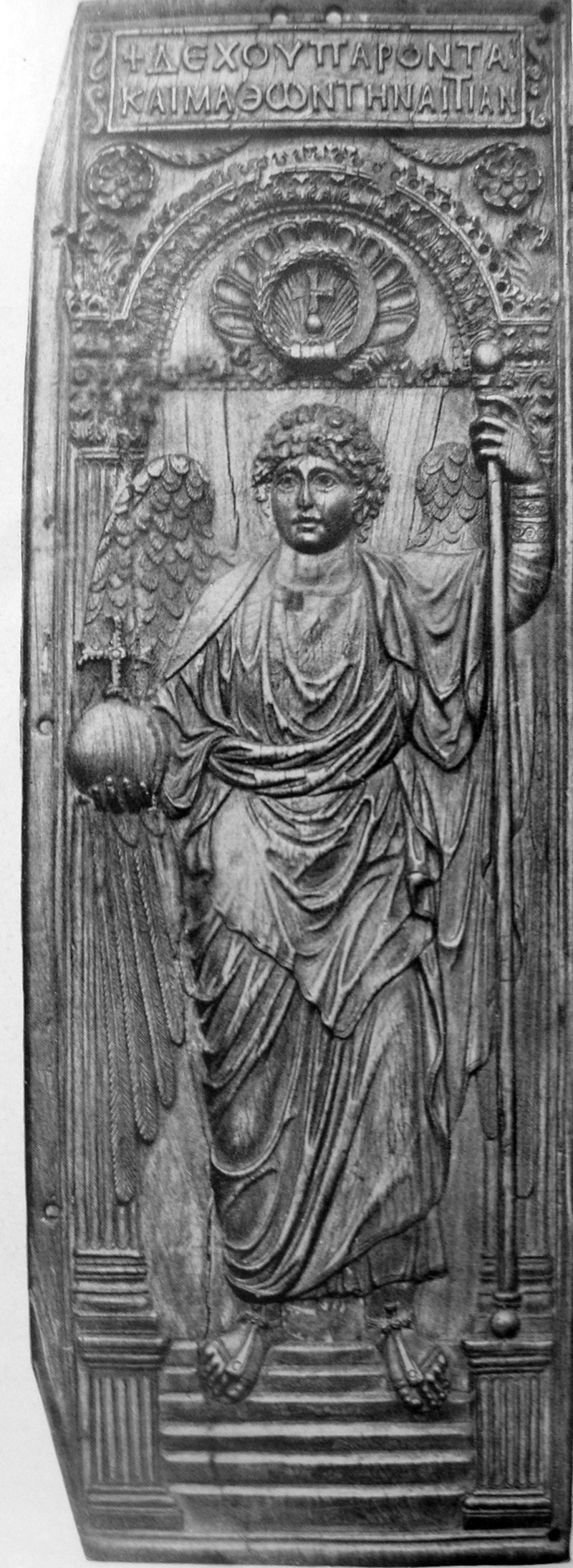
Feuillet d'un diptyque représentant un archange. VIe siècle

## La Gaule, un cas problématique
L'usage de l'ivoire et l'os semble avoir été largement répandu dans la Gaule préchrétienne. En témoignent, outre certains objets utilitaires, des trouvailles plus spectaculaires comme des plaques de revêtement de coffrets à représentation mythologique ou à scènes d'amphithéâtre.

### Un centre de production sud gaulois?
La nature du matériau (ivoire), la qualité de certaines pièces, les rapprochements stylistiques avec des réalisations contemporaines, notamment italiennes, pose le problème de leur origine. Est-ce de véritables créations d'artisans gaulois disposant donc d'ivoire brut ou plutôt des importations de sculptures élaborées dans les grands centres de l'empire régulièrement approvisionné en produits exotiques ? L'Italie, en effet, exporte ses ivoires, dit-on jusqu'en Angleterre et à Byzance. Cette question fondamentale se repose bien souvent pour des œuvres paléochrétiennes attestées sur le territoire gaulois dès le haut Moyen Âge.

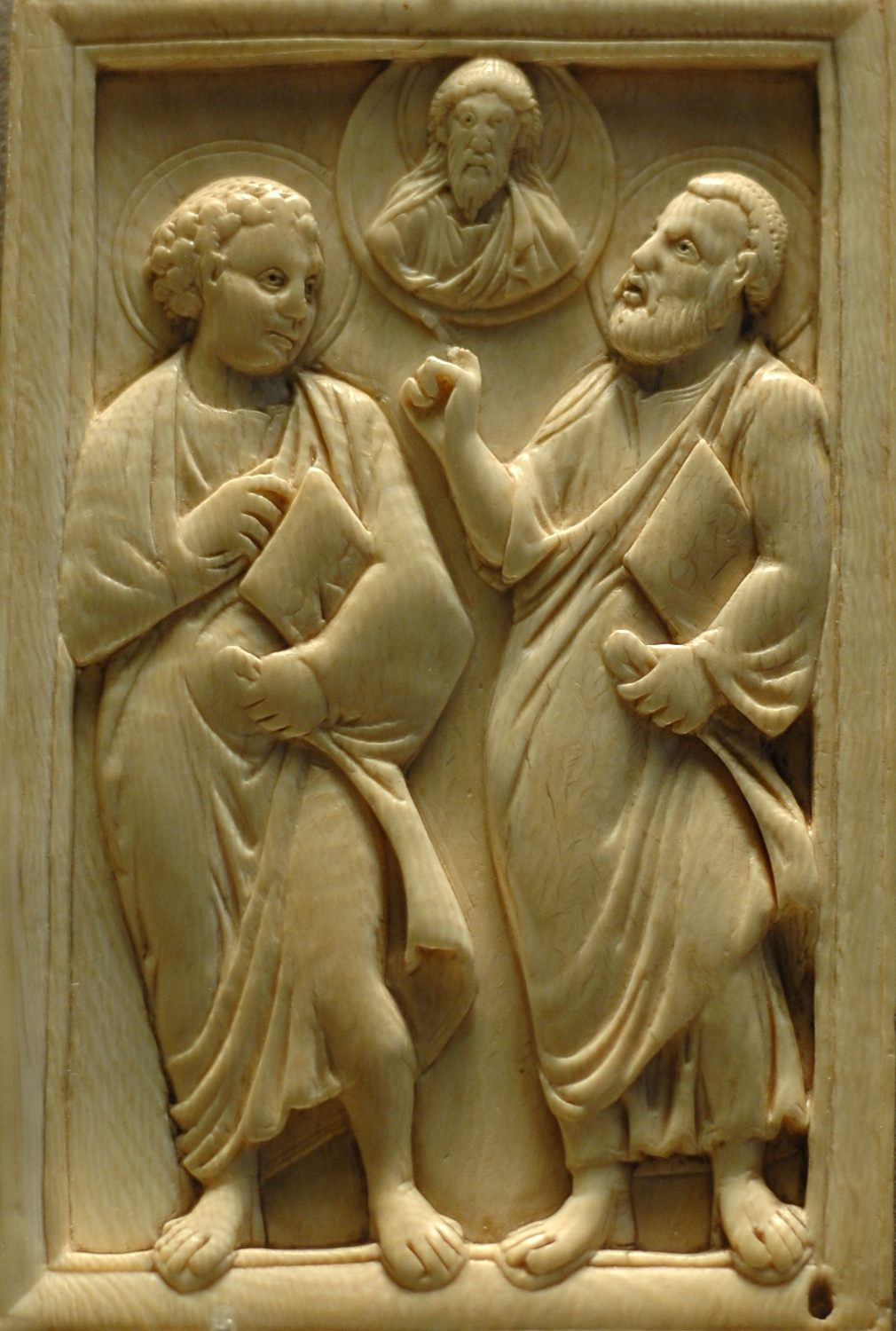
Feuillet gauche représentant le Christ entouré de deux apôtres, Gaule, Ve siècle.

Certains auteurs avancent l'hypothèse de l'existence d'un foyer provençal de production d'ivoire. Ils prennent comme exemple le diptyque consulaire de Bourges ou d'Aetius datant de la première moitié du Ve siècle. Il présente une iconographie typique des diptyques consulaires et représenterait Aetius, consul en 432 et 437. Ce qui permet de donner une origine provençale à cette œuvre est le parallèle stylistique fait avec des œuvres à caractère funéraire comme le sarcophage de Geminus (Arles, environ de 400). À ces périodes, il semble que le manque d'ivoire se fasse déjà sentir ; en effet ce diptyque est relativement petit (20,7 × 9,7 cm) comparé aux grands exemplaires réalisés en Orient au VIe siècle.
Dans le domaine religieux, la marque provençale est aussi visible sur le diptyque du livre d'ivoire représentant les apôtres Paul et Pierre (Rouen). Cette œuvre offre aussi aux chercheurs des points de comparaison avec la sculpture sur sarcophage.
L'autre argument qui vient étayer presque définitivement la thèse d'un foyer provençal est l'importance d'une métropole comme Arles à l'Antiquité tardive qui s'accorde bien avec ce type de production somptuaire. Des textes mentionnent la richesse et le commerce florissant dans cette capitale de diocèse. Arles était aussi le siège de la préfecture des Gaules. Il semblerait qu'Arles n'aurait eu aucune difficulté financière à importer de l'ivoire de lointaines contrées. Cependant il ne semble pas possible d'envisager un déploiement considérable de l'activité des ivoiriers.

### LeVIesiècle, vers le haut Moyen Âge
Pour le VIe siècle, on possède un témoignage pratiquement assuré touchant à Arles : la plaque-boucle de Saint-Césaire d'Arles. Elle aurait fait partie de l'ornement ecclésiastique de l'évêque de la cité mort en 542. Elle représente les soldats endormis devant le tombeau du Christ. Cette scène se voyait déjà sur des ivoires des environs de 400 mais la représentation d'Arles montre un traitement plutôt fruste qui annonce la stylisation très sèche des motifs figurés de certaines plaque-boucles en bronze du haut Moyen Âge.
Ce genre de plaque était plus utilisé par les Romains que les Germains, c'est donc de là que vient le modèle. Un comparatif à cette plaque est la plaque-boucle en os retrouvée à Saint-Cyr d'Issoudun. Il s'agit d'une plaque-boucle reliquaire. L'association de motifs franchement "barbares" à un symbole chrétien et un traitement bi-dimensionnel (déjà annoncé sur l'exemplaire d'Arles) nous engage de façon décisive dans le haut Moyen Âge.
Le cas de ces plaques-boucles amène les auteurs à formuler une constatation importante quant au matériau mis en œuvre. L'ivoire disparaît presque totalement au profit de l'os, même pour des objets de format très réduit, et ceci dans tous les domaines. C'est l'indice d'une carence à peu près totale en ivoire. Pour cela, il est difficile d'admettre une activité continue des ivoiriers gaulois jusqu'au VIIe siècle. Les œuvres d'une grande facture sont importées et les autres, même d'une qualité médiocre, ne prouvent pas qu'elles ont été faites en Gaule puisque l'on a des modèles orientaux d'une moindre facture.

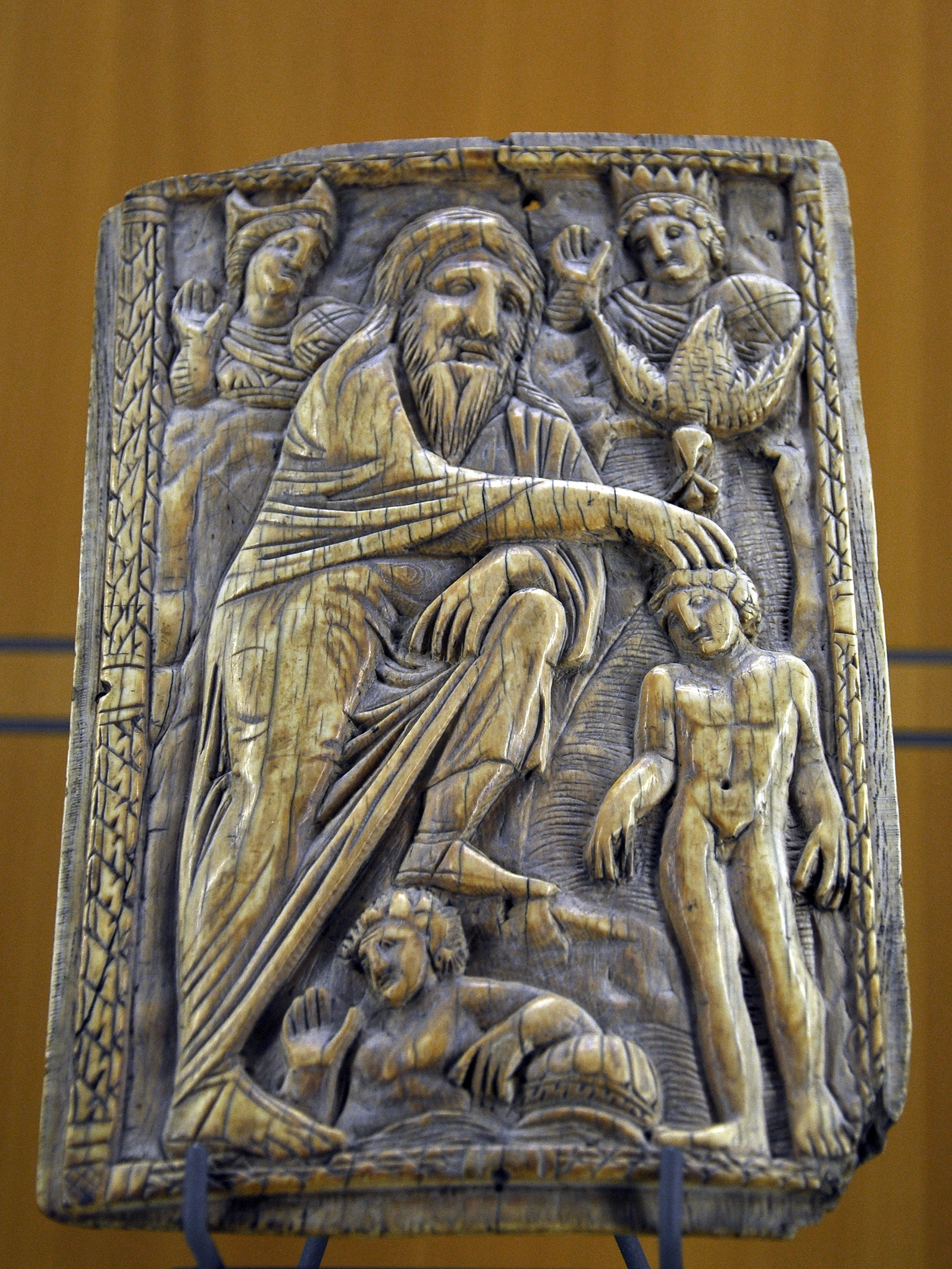
Le baptême du Christ. Ivoire byzantin, deuxième moitié du VIe siècle.

Il apparaît de façon certaine que la Gaule a joué un rôle dans l'essor de l'ivoirerie somptuaire à l’extrême fin de l'Antiquité. Les œuvres importées constitueront une réserve de modèles pour les périodes carolingiennes où l'ivoire connaît un regain d'intérêt. Pour les périodes mérovingiennes, c'est le travail de l'os qu'il faut prendre en compte puisque ce matériau est dorénavant aussi utilisé pour les productions somptuaires.

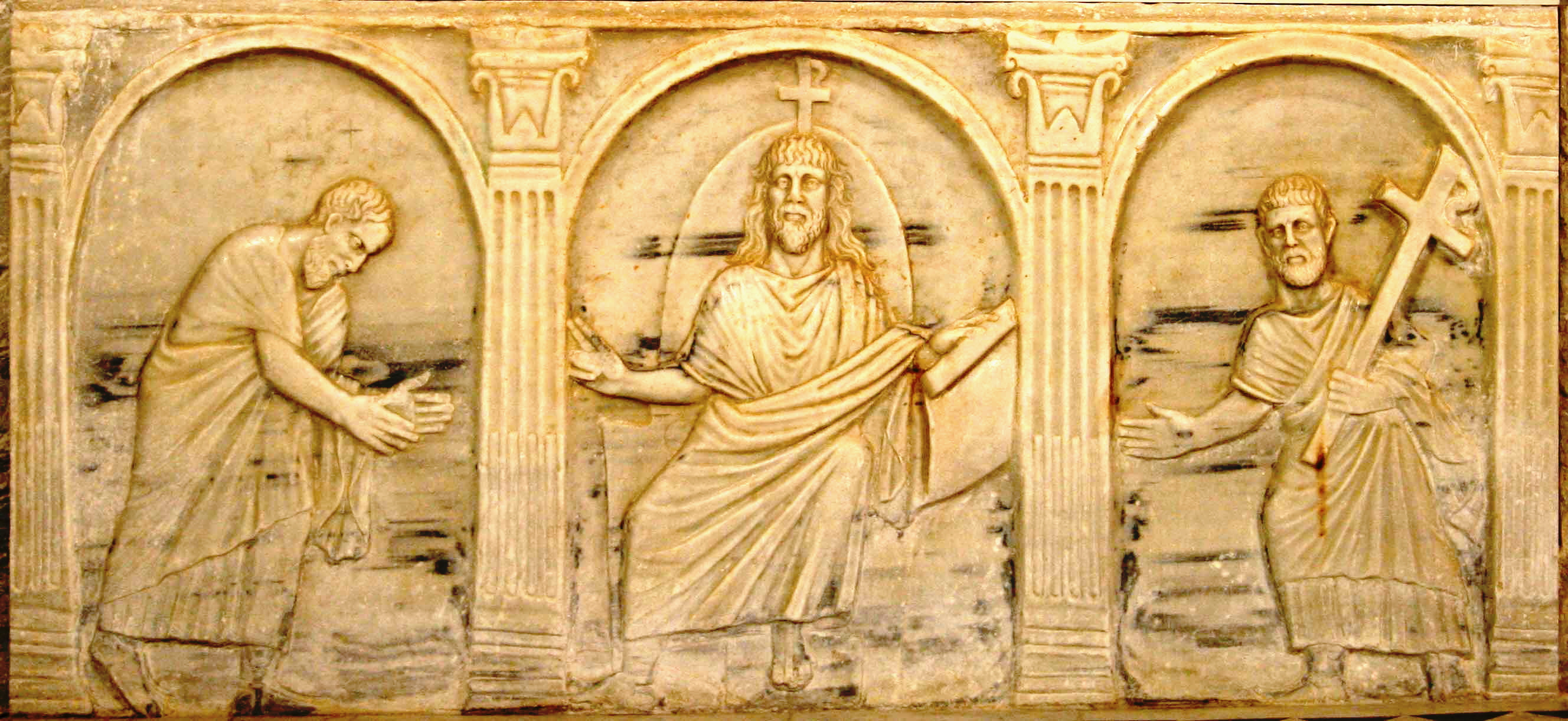
Partie du décor du sarcophage de Geminus, Sainte-Trophime, Arles.